# Thônes
Thônes est une commune française située dans le département de la Haute-Savoie, en région Auvergne-Rhône-Alpes.
Du fait de sa situation de carrefour, elle est parfois qualifiée de capitale des Aravis ou encore celle du reblochon, en lien avec la production et la vente de ce fromage.

## Géographie

### Localisation
Située au carrefour des vallées du Fier et du Nom, à peu près à mi-distance entre la ville d'Annecy et les stations de La Clusaz et du Grand-Bornand, la ville de Thônes occupe une situation géographique privilégiée, qui, depuis le Moyen Âge et la perte d'importance de la paroisse voisine Les Clefs, lui confère un rôle de centre administratif et économique. Thônes est véritablement le carrefour des Aravis.

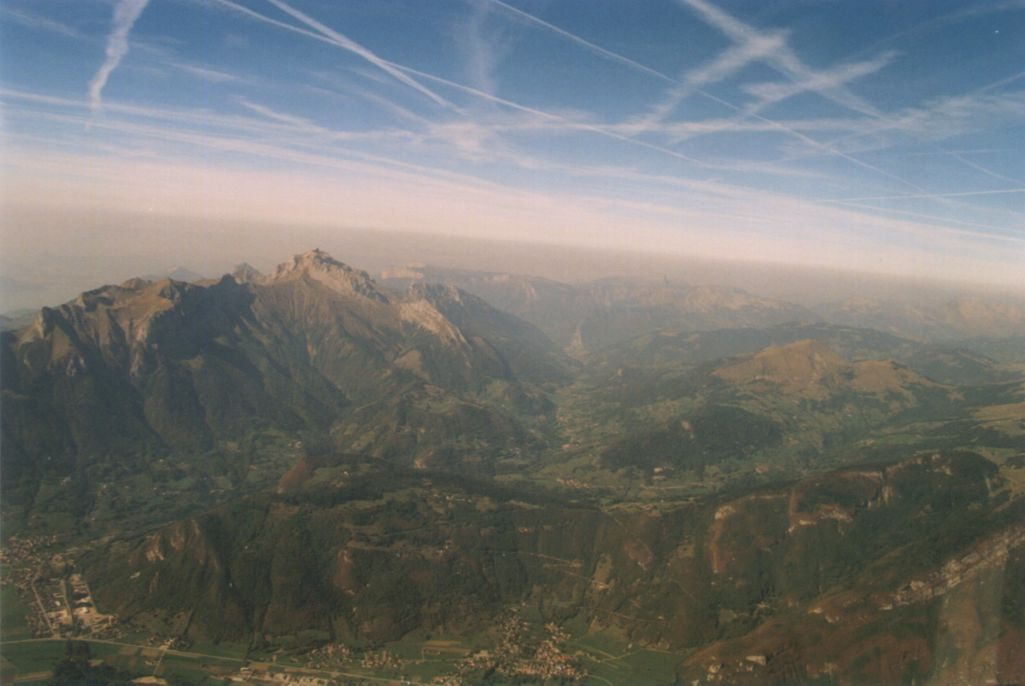
Thônes se trouve au croisement de vallées (vue depuis l'est).
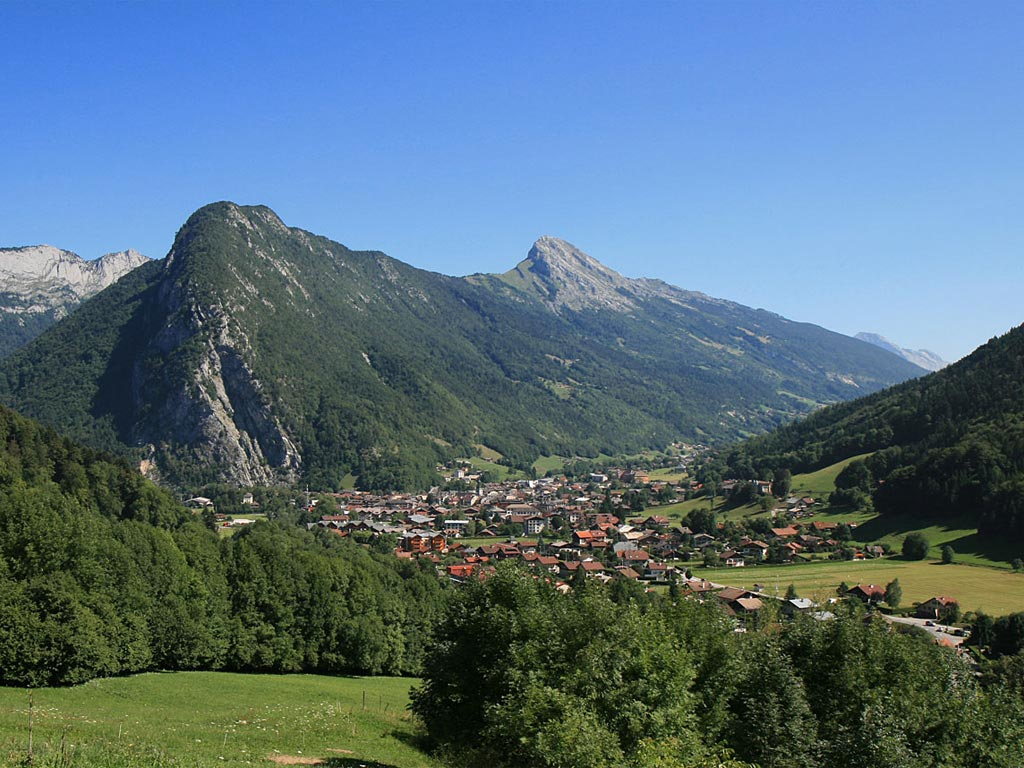
La vallée de Thônes, la via ferrata et le mont Lachat.
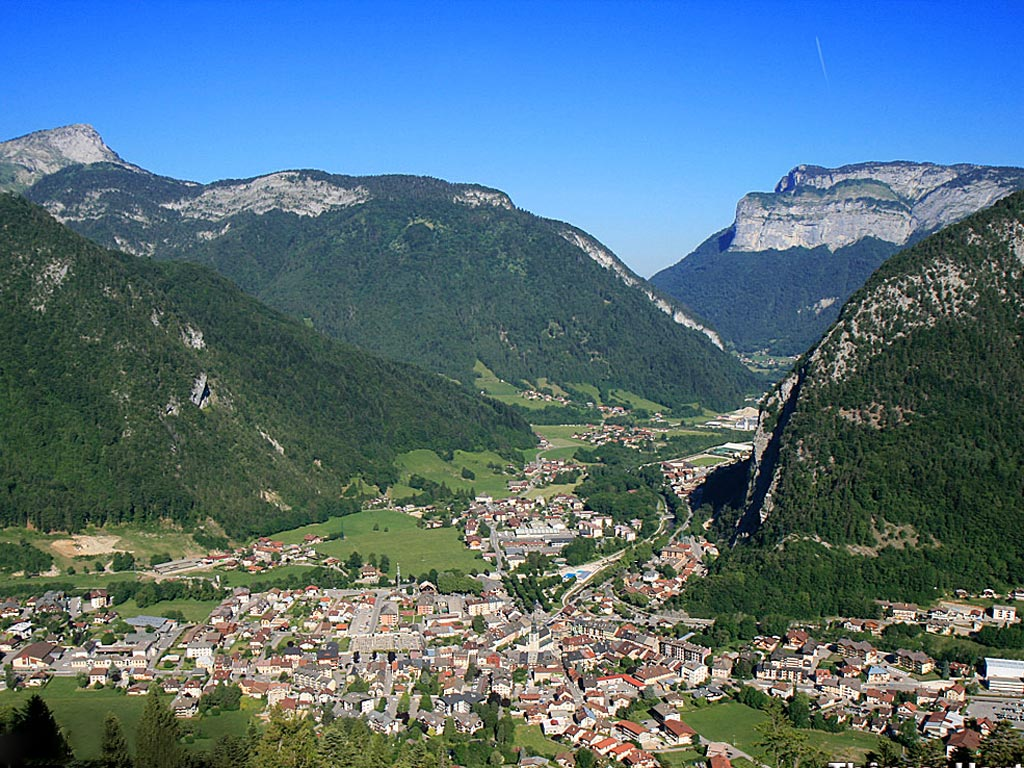
Vue sur la vallée de Thônes et le Parmelan en arrière-plan.
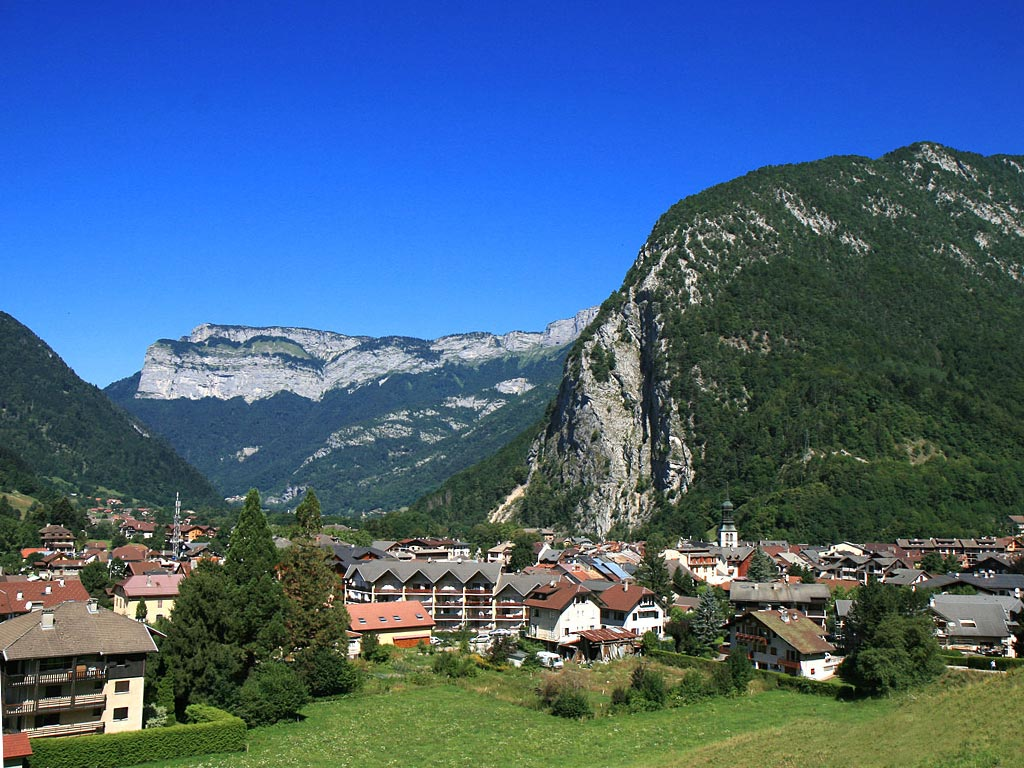
Thônes, la via ferrata et le Parmelan en arrière-plan.
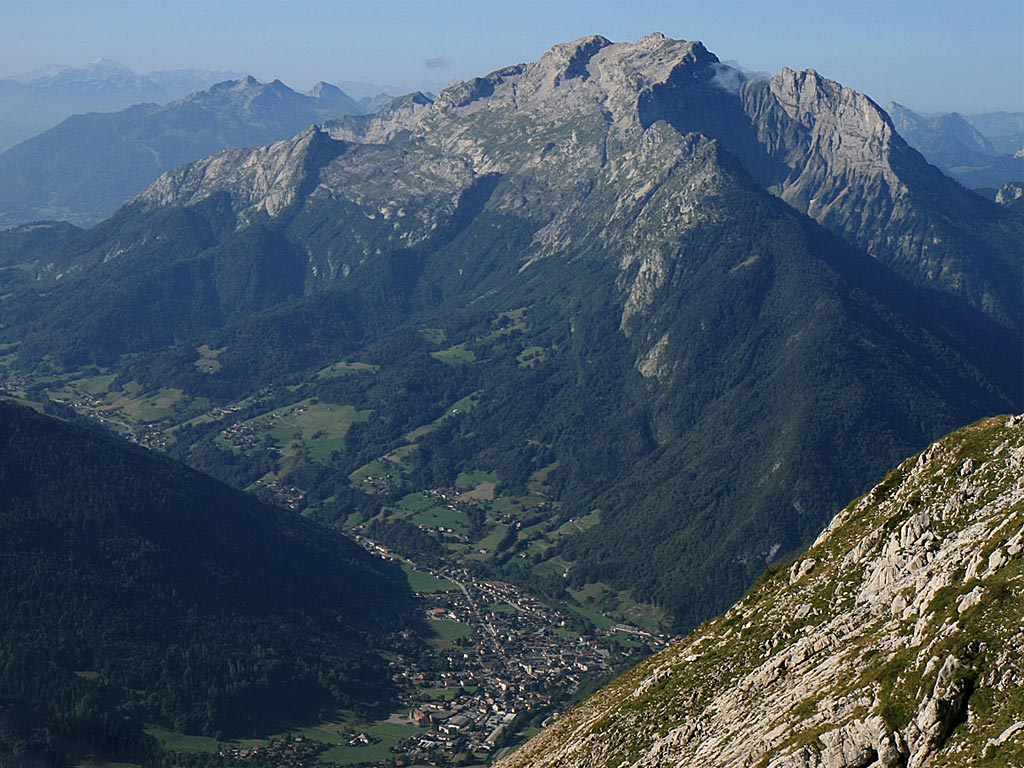
La vallée de Thônes et la Tournette depuis le mont Lachat 2 351 mètres.

### Climat
Le climat y est de type montagnard.
Températures moyennes entre minimale et maximale de la journée : 7,54 °C entre 1878 et 1916 ; 8,80 °C entre 1957 et 1966 ; 8,66 °C entre 1966 et 1976 ; 8,80 °C entre 1977 et 1986 ; 10,00 °C entre 1986 et 1995 ; 10,27 °C entre 1996 et 2005. Le record est détenu par 1994 avec 11,00 °C. 1988 est la première année à franchir les 10,00 °C en moyenne. Depuis 1986, toutes les années ont été supérieures ou égales à 9,30 °C.
Précipitations : 1 556 millimètres entre 1878 et 1916 ; 1 744 millimètres entre 1956 et 2009. Le record de pluie est détenu par 1952 avec 2 522 mm ; le record de « sécheresse » est détenue par l'année 1906 avec 1 017 mm pour la première période et par l'année 1989 avec 1 170 mm pour la deuxième période.
Enneigement : Le record est détenu par l'hiver 1969/70 avec 383 cm. Le record de « sécheresse » est détenu par l'hiver 1963/64 avec 11 cm. 4 hivers ont dépassé les 300 cm de neige, 13 hivers ont dépassé les 200 cm de neige et 11 hivers ont connu moins de 100 cm de neige. La répartition de ces extrêmes est assez homogène par décennie, seule a diminué sa tenue au sol, puisque lors de la première période entre 1878 et 1916 la neige recouvrait la terre pendant au moins 3 mois complets (décembre-janvier-février) presque tous les hivers à 600 mètres d'altitude.

### Voies de communication et transports
La commune de Thônes est accessible, depuis Annecy, par route départementale 909. En amont, il est possible de rejoindre les différentes stations de ski des Aravis.
Les premiers skieurs annéciens purent apprendre à skier sur les près de Thônes grâce à l'arrivée du tramway en 1898.

## Urbanisme

### Typologie
Au 1er janvier 2024, Thônes est catégorisée petite ville, selon la nouvelle grille communale de densité à sept niveaux définie par l'Insee en 2022.
Elle appartient à l'unité urbaine de Thônes, une agglomération intra-départementale regroupant quatre  communes, dont elle est ville-centre,,. Par ailleurs la commune fait partie de l'aire d'attraction d'Annecy, dont elle est une commune de la couronne,. Cette aire, qui regroupe 79 communes, est catégorisée dans les aires de 200 000 à moins de 700 000 habitants,.

### Occupation des sols
L'occupation des sols de la commune, telle qu'elle ressort de la base de données européenne d’occupation biophysique des sols Corine Land Cover (CLC), est marquée par l'importance des forêts et milieux semi-naturels (80,9 % en 2018), en diminution par rapport à 1990 (82,5 %). La répartition détaillée en 2018 est la suivante :
forêts (65,4 %), milieux à végétation arbustive et/ou herbacée (9,5 %), zones agricoles hétérogènes (6,7 %), espaces ouverts, sans ou avec peu de végétation (5,9 %), prairies (5,8 %), zones urbanisées (4,3 %), zones industrielles ou commerciales et réseaux de communication (1,5 %), espaces verts artificialisés, non agricoles (0,7 %).
L'IGN met par ailleurs à disposition un outil en ligne permettant de comparer l’évolution dans le temps de l’occupation des sols de la commune (ou de territoires à des échelles différentes). Plusieurs époques sont accessibles sous forme de cartes ou photos aériennes : la carte de Cassini (XVIIIe siècle), la carte d'état-major (1820-1866) et la période actuelle (1950 à aujourd'hui).

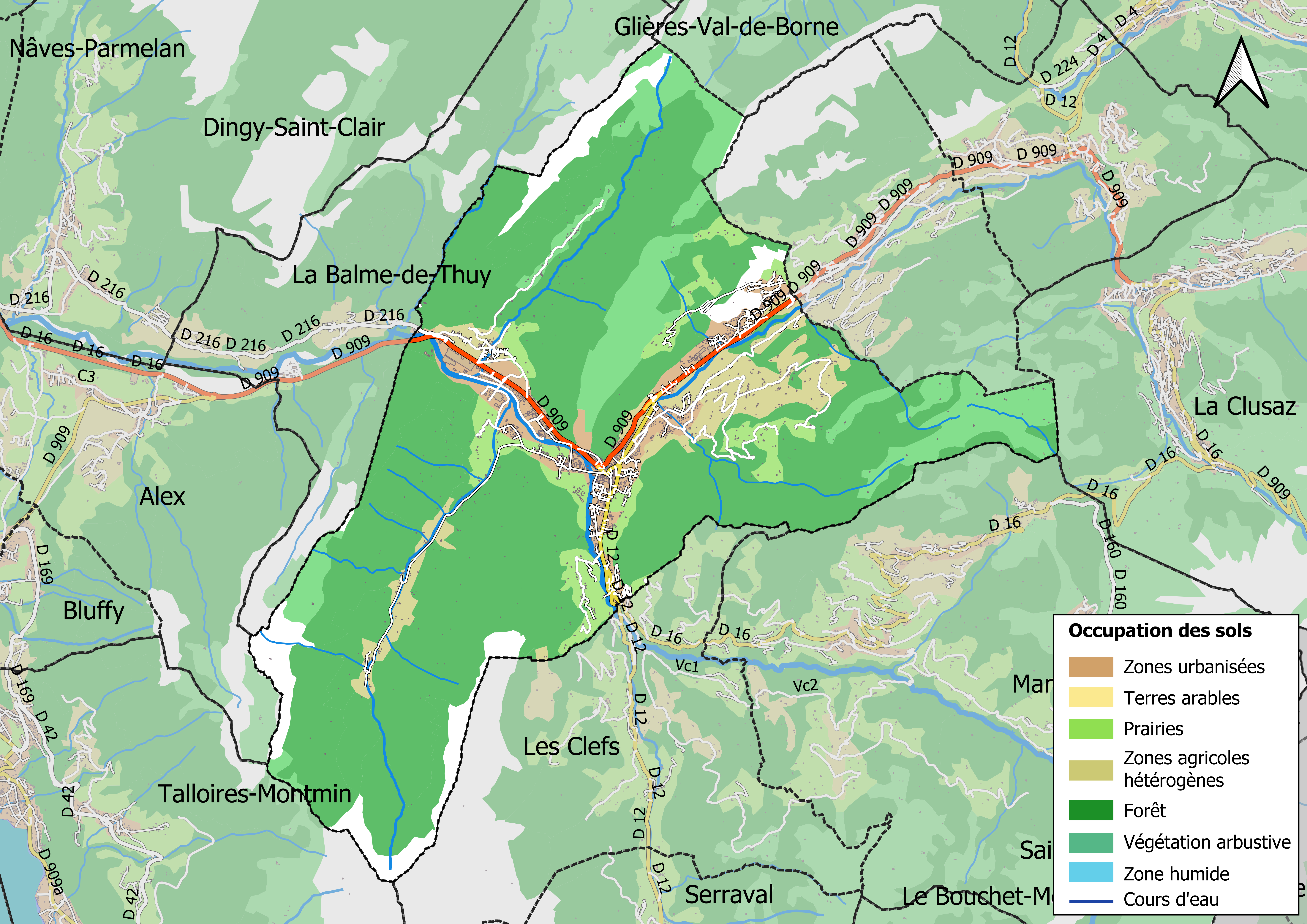
Carte des infrastructures et de l'occupation des sols en 2018 (CLC) de la commune.
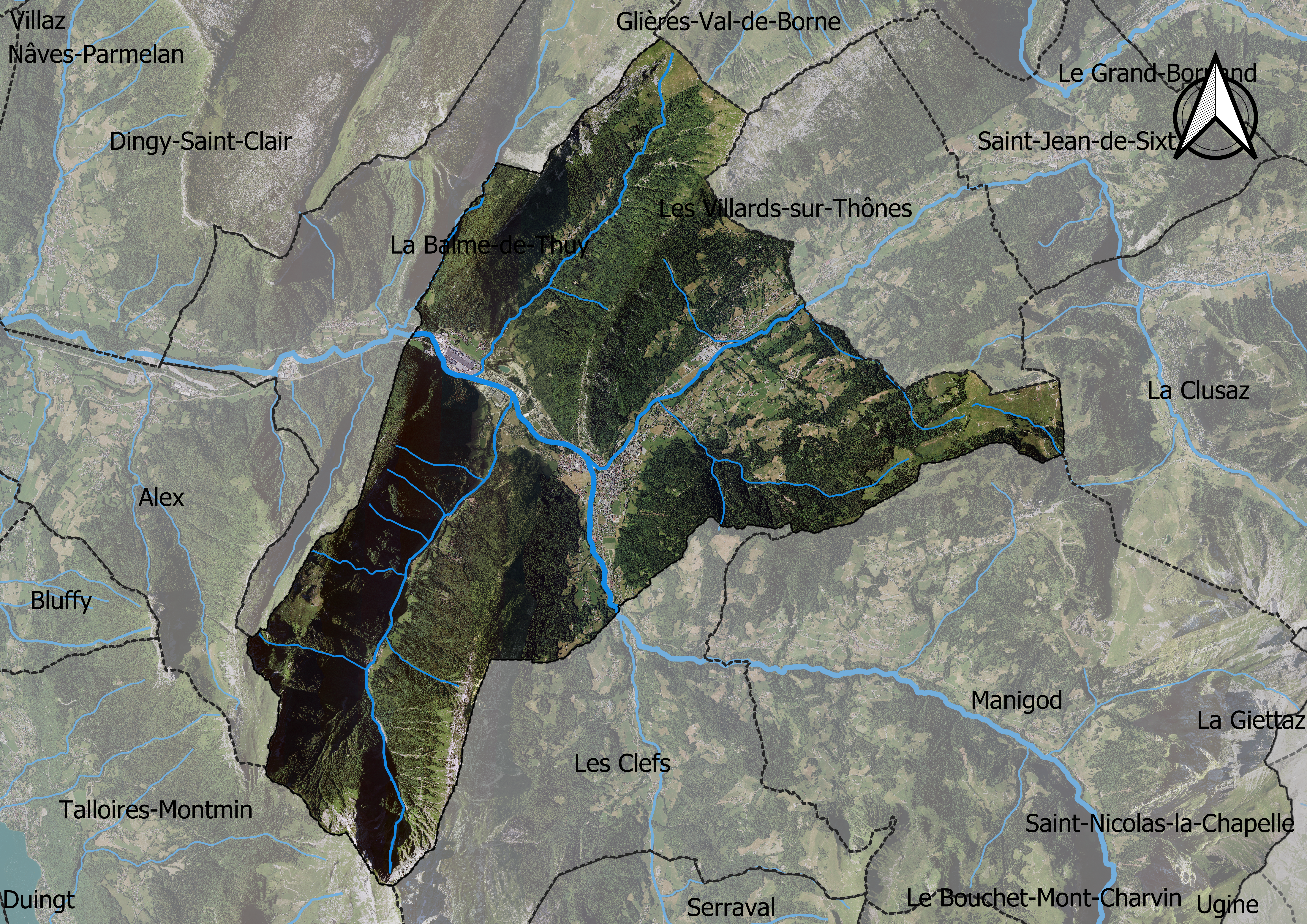
Carte orthophotogrammétrique de la commune.

#### Logement
Évolution du nombre de logements par catégorie
|                                                  | 1968  | 1975  | 1982  | 1990  | 1999  | 2009  |
| ------------------------------------------------ | ----- | ----- | ----- | ----- | ----- | ----- |
| Ensemble                                         | 1 312 | 1 745 | 2 101 | 2 326 | 2 761 | 3 413 |
| Résidences principales                           | 888   | 1 121 | 1 363 | 1 672 | 2 044 | 2 549 |
| Résidences secondaires et logements occasionnels | 290   | 474   | 531   | 582   | 613   | 618   |
| Logements vacants                                | 134   | 150   | 207   | 72    | 104   | 246   |

Source : Insee, RP1968 à 1990 dénombrements - RP1999 et RP2009 exploitations principales
Catégories et types de logements
|                                                  | 2009  | %     | 1999  | %     |
| ------------------------------------------------ | ----- | ----- | ----- | ----- |
| Ensemble                                         | 3 413 | 100,0 | 2 761 | 100,0 |
|                                                  |       |       |       |       |
| Résidences principales                           | 2 549 | 74,7  | 2 044 | 74,0  |
| Résidences secondaires et logements occasionnels | 618   | 18,1  | 613   | 22,2  |
| Logements vacants                                | 246   | 7,2   | 104   | 3,8   |
|                                                  |       |       |       |       |
| Maisons                                          | 1 379 | 40,4  | 1 203 | 43,6  |
| Appartements                                     | 2 014 | 59,0  | 1 458 | 52,8  |

Source : Insee, RP1999 et RP2009 exploitations principales

## Toponymie
Le toponyme de Thônes est répertorié pour la première fois au XIe siècle, dans un document relatant les démêlés qui opposaient le curé de la paroisse à l'abbé de Talloires L'ecclesia Taunii est donnée vers l'année 1121. On trouve les formes : Tollnum, Tolno sur le cartulaire de l'abbaye de Talloires de la fin du XIIe siècle- début du XIIIe siècle.
Le nom de Thônes proviendrait d'un nom de domaine gallo-romain *Tonniacum, qui repose sur le nom de personne Tonnius, suivi du suffixe d'origine gauloise -acum.
En francoprovençal, le nom de la commune s'écrit Toûno (graphie de Conflans) ou Touno (ORB).

## Histoire

### Moyen Âge et époque moderne
Thônes est une commune née avec l'agriculture. Cette activité est présente dans la plupart des communes, de la communauté de communes du Val de Thônes. Comme dans beaucoup de communes, l'agriculture a perdu de l'importance au profit du tourisme.
Depuis des temps très lointains la ville avait le droit de faire une grande foire en accompagnement de la fête du patron de la paroisse saint Maurice. Le bourg est sous le contrôle de la famille des Clets. En 1312, la ville obtient du comte Guillaume III la permission de tenir un marché hebdomadaire. En 1350, la ville obtient une charte de franchise du comte Amédée III et une autre foire de deux jours ; les bourgeois thônains revendiquent le privilège d'exemption de péage sur le marché.
La ville est le siège d'une châtellenie, le châtelain étant dans le comté puis duché de Savoie un juge et administrateur, d'abord salarié par le comte, puis prenant à partir du XVIe siècle sa charge à ferme.
Au XIVe siècle, une « maladière » ou léproserie, pour les malades de la lèpre puis de la peste est créée au hameau de Tronchine.
Au XVe siècle, un hôpital est créé. Il existait aussi depuis peut-être dès le XIVe siècle un premier collège d'éducation dans lequel le jeune Pierre Favre (1506-1546) y fit ses études jusqu'à l'âge de 12 ans.
En 1670, un nouveau collège, correspondant aux études secondaires, est fondé par le révérend Jacques Avrillon. Les locaux étaient situés rue blanche et le collège comprenait 4 sections (petites écoles, 6e et 5e, 4e et 3e, classes d'humanités et de rhétoriques).
La seconde moitié du XVIIe siècle est en Savoie une période de restauration seigneuriale et d'affrontements entre les communautés urbaines et rurales, et les tenants des droits seigneuriaux. La décennie 1670 voit à Thônes beaucoup de conflits naître entre les syndics de la communauté et le châtelain, Jean François Jacquet, qui s'efforce de restaurer les droits seigneuriaux tels que la leyde ou les perceptions sur les poids et mesures. En 1681, Victor-Amédée II acense le mandement de Thônes, avec le titre de marquis, à Joseph de Valpergue. Celui-ci, durant les quatorze années de sa présence à Thônes, jusqu'à son décès en 1695, s'efforce de délimiter et asseoir son autorité et ses droits seigneuriaux sur le marquisat, occasionnant de nombreux procès, tant contre les syndics, que contre la noblesse d'épée locale, à commencer par les familles de Menthon et d'Arenthon - le seigneur Paul de Menthon allant jusqu'à menacer physiquement le châtelain Jacquet.
À la mort du marquis de Valpergue, son testament lègue le titre de marquis à sa sœur, Christine de Valpergue, épouse du sieur de Bertrand de la Pérouse, et c'est le fils de cette dernière, Victor de Bertrand, qui hérite alors du marquisat.
L'édit de 1771, promulgué par Charles-Emmanuel III puis appliqué par lettres patentes par son successeur en 1778, décrète le rachat des droits seigneuriaux. Les paysans qui le désirent peuvent alors racheter, moyennant une forte somme, la totalité des droits qui pèsent sur eux. À Thônes, la communauté entreprend en 1780 de racheter une partie de ces droits ; en effet, la suite des héritages les a divisés sur Thônes entre plusieurs seigneurs, et c'est à Christine Thérèse de Bertrand, fille du marquis Victor, que la communauté rachète les 2/5e des droits pesant sur elle. La commune se trouve endettée pour plusieurs années, forcée de vendre une partie de ses biens communaux, et les remboursements ne sont pas terminés à l'arrivée des troupes françaises en 1792.
Le 5 mai 1793, quelque 3 000 paysans se révoltent contre l'occupation française (voir Marguerite Frichelet-Avet).

### XIXesiècle
Vers 1800-1900, Thônes est une petite ville de montagne qui vit de sa production de fromage local, le reblochon. Dans la vallée de Thônes, l'exploitation des vastes forêts est aussi très importante et jusqu'à 70 scieries au début du XXe siècle ont fait partie du paysage le long des cours d'eau. L'activité était alors à son maximum lors de la fonte des neiges ou après de fortes pluies car une forte quantité d'eau était essentielle pour faire fonctionner les engins mécaniques.
En 1829, le collège de la rue blanche est transféré rue des Clefs sur l'emplacement de l'actuelle place du Vieux Collège, il fut surnommé la petite Sorbonne. Rénové en 1860, les collégiens se présentent au baccalauréat pour la première fois en 1879. Il fut démoli en 1936 après l'ouverture du nouveau collège en 1933
Au début du siècle, la vallée de Thônes disposait essentiellement que de chemins ruraux et de rares routes. D'importants travaux menés en 1830, 1876 et 1898, permirent d'améliorer la liaison routière principale depuis Thônes jusqu'à Annecy. Un service régulier de diligence permettait d'acheminer quelques voyageurs et le courrier, même après la création de la ligne de Tramway en 1898.
Lors du référendum des 22 et 23 avril 1860 pour le rattachement de la Savoie à la France, les résultats montrent un véritable plébiscite. Sur 2 430 votants des 9 communes du val de Thônes, il y eut 1 862 « oui », 565 « oui et zone » (favorable à une grande zone franche) et seulement 3 « non » (2 au Grand-Bornand et 1 à la Balme de Thuy). Le 12 juin 1860, la zone franche est mis en place et des postes de douanes sont établies au Sappey (Thônes), au pont des Étroits (Saint-Jean-de-Sixt), au Chinaillon et au Plan (Grand-Bornand). Le 17 juin 1860, a lieu la fête de l'Annexion, et en septembre 1860, beaucoup d'habitants de la vallée se rendent à Talloires pour saluer et acclamer le couple impérial naviguant sur le lac d'Annecy sur le bateau à vapeur Le Savoie.
En 1898, création du Tramway d'Annecy à Thônes, le TAT. Ce tramway à vapeur favorisait ainsi les déplacements entre la montagne et la ville. Ce transport a permis l'exportation du  reblochon vers la grande ville locale : Annecy. Parallèlement, le TAT a ouvert la vallée aux touristes urbains.

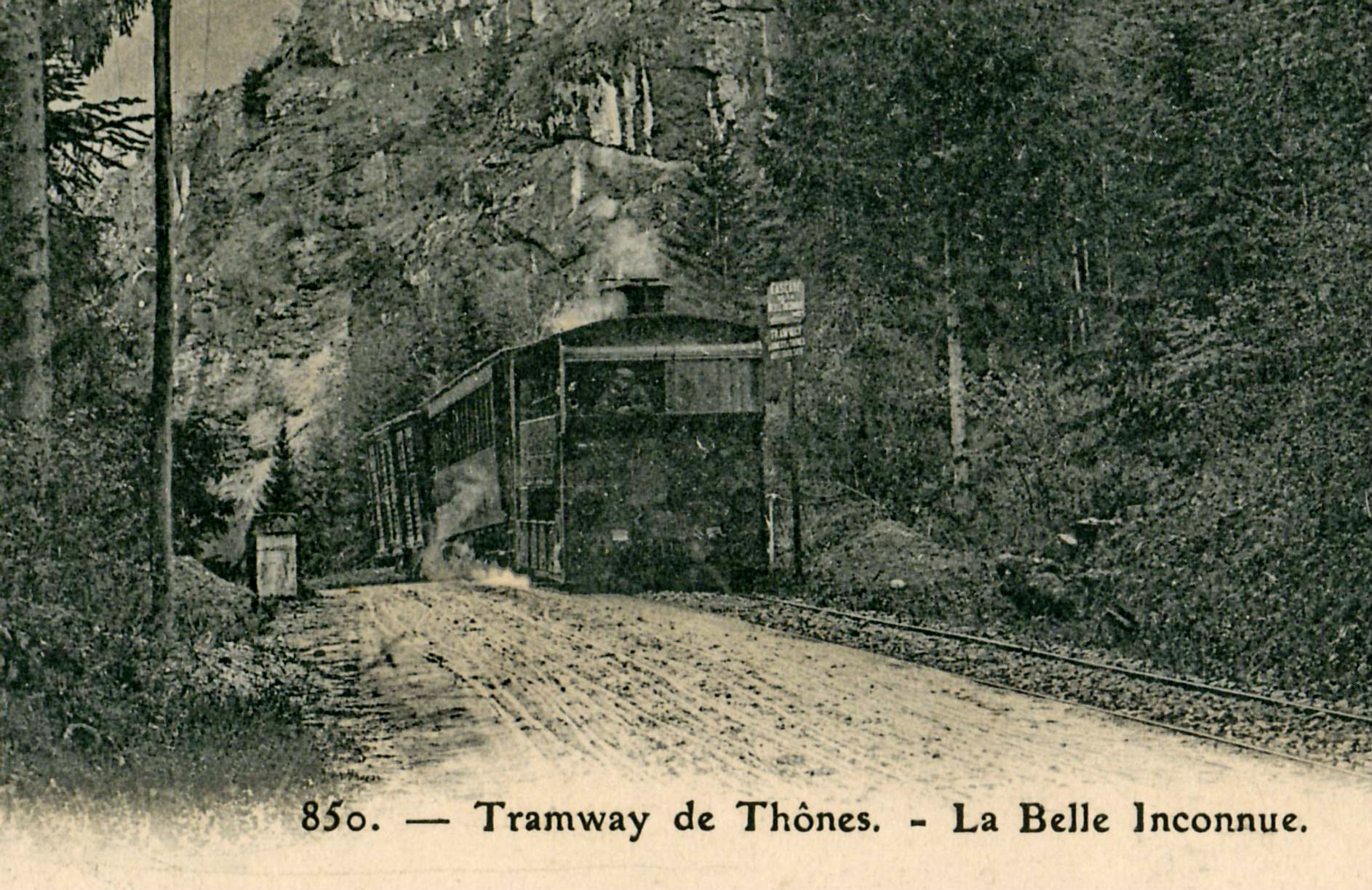
Une rame près des cascades de la Belle Inconnue.
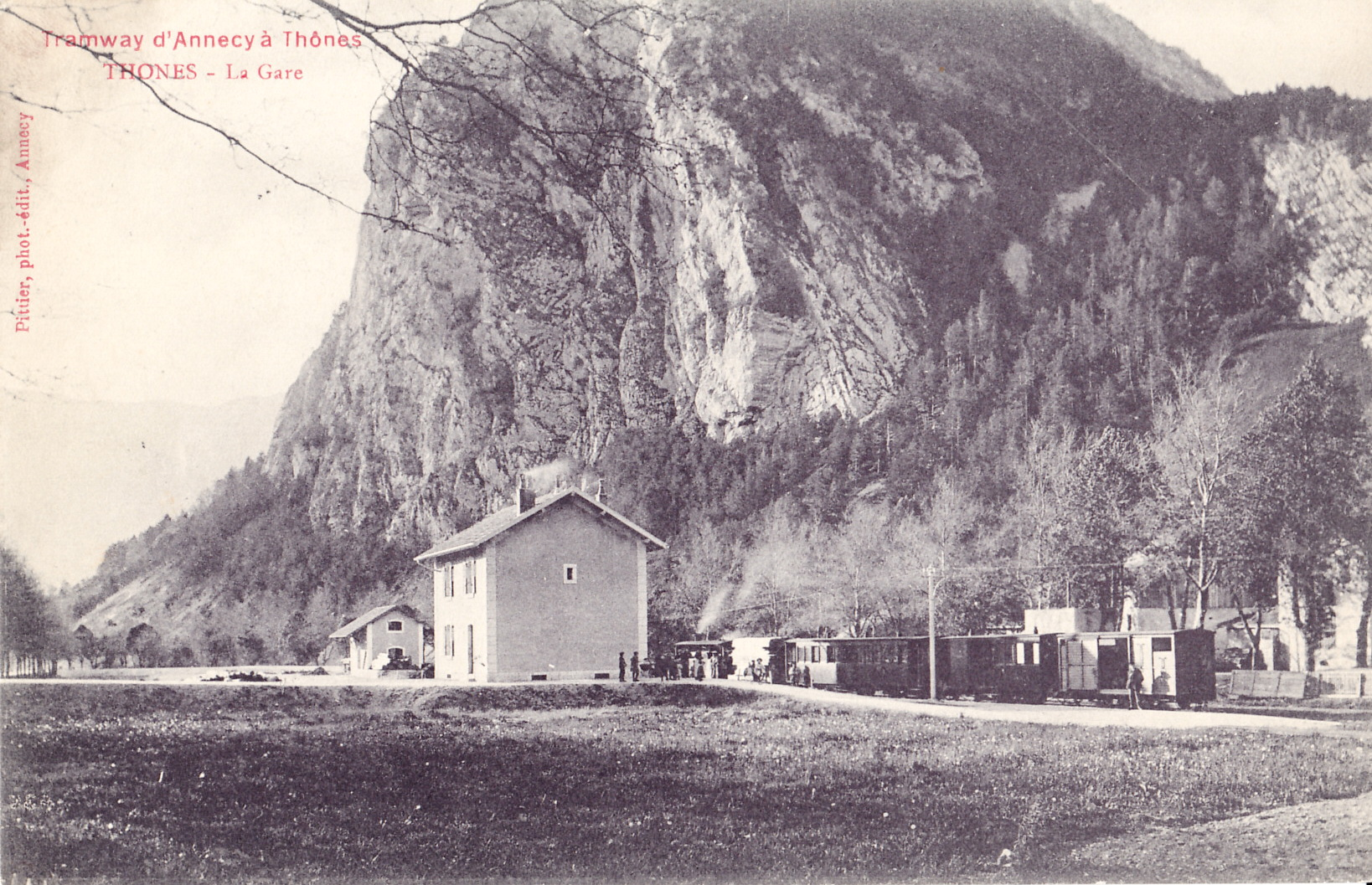
La gare terminus à Thônes

### XXesiècle
Au début du XXe siècle, l'activité manufacturière se développe à Thônes. La ville compte quelques tanneries, une fabrique de chapeaux, plusieurs horlogeries et scieries qui exploitent le bois.
En 1906, la ville ouvre un  syndicat d'initiative.
En 1908, Francis Crolard, de la Compagnie du Tramway, crée un service touristique d'été avec des premiers cars équipés du moteur "Lorraine-Dietrich", mais qu'il fallut vite remplacer par des cars Berliet plus puissants. Cependant des courriers hippomobiles continuèrent à fonctionner, jusqu'à Manigod en 1925 ou Serraval (1928).
En 1911, le Tour de France cycliste (9e édition) pénètre pour la première fois dans le massif en arrivant par la Giettaz, passant le col des Aravis et descendant la vallée de Thônes.
En 1912 est créée la première salle de projection de films cinématographiques, rue de la Saulne. Cette même année est créé le premier tronçon de la fameuse route des Alpes reliant Évian-les-Bains, à Annecy par Thônes, mais aussi Chamonix par le col des Aravis et Saint-Gervais-les-Bains. Au-delà de Thônes, une liaison routière touristique avait été mise en place à partir de 1910 jusqu'au col des Aravis.
En 1913, la commune possède sept hôtels.
En 13 mai 1913 : Inauguration du premier service régulier automobile entre Thônes et Le Grand-Bornand, nommée la Pergoline qui réduit à 35 minutes le voyage au lieu de 1h40 en voiture à cheval.
Lors de la Première Guerre mondiale la vallée paya un lourd tribut avec 563 soldats morts au champ d'honneur, beaucoup plus que lors de la Seconde Guerre mondiale où quinze soldats trouvèrent la mort au champ d'honneur et plus de 200 autres se retrouvèrent pour cinq ans de captivité dans les camps de concentration en Allemagne.
En mai 1930, fermeture définitive de service du tramway à la suite de plusieurs années de déficit.

#### LaSeconde Guerre mondialeet laRésistance
La vallée de Thônes est surtout connue pour la résistance opposée aux Allemands pendant la Seconde Guerre mondiale. La résistance s'organisa dans la vallée essentiellement après le 2 mai 1942 et l'agression subie à Annecy par François de Menthon qui révolta par sa brutalité de nombreux Savoyards. En février 1943, Édouard Pochat organise les premiers maquis dans les chalets d'altitude pour recueillir les réfractaires du STO. Durant l'année 1943, les maquis se développent et s'opposent à la milice du régime de Vichy et aux forces d'occupation italiennes, en particulier le 17 juin 1943 à Lanfon et le 20 août 1943 aux Confins.

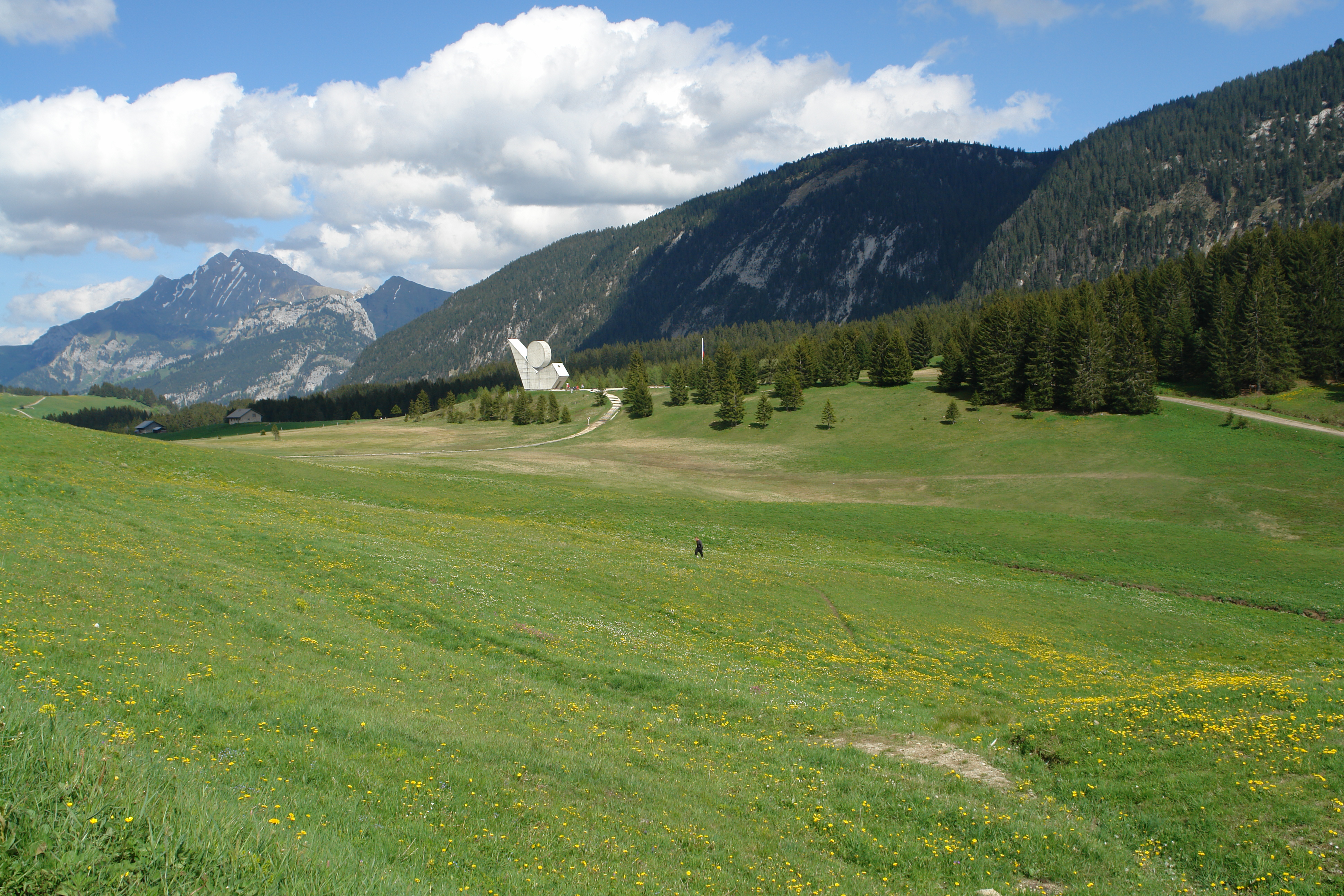
Le plateau des Glières.

- 31 janvier 1944, Tom Morel s'installe sur le plateau avec 120 maquisards. À la fin février, il a sous ses ordres environ 300 hommes qu'il a organisés en trois compagnies. De nombreux faits d'armes et accrochages se produisent avec les G.M.R. et avec la milice du régime de Vichy qui encerclent alors le plateau.
- 1er août, un important parachutage allié a eu lieu sur le plateau des Glières tout proche; 72 avions ont déversé 160 tonnes de matériels.
- 3 août 1944, la commune de Thônes est bombardée. À 18 heures, trois avions allemands survolent la cité et une première bombe tombe sur la nef latérale de l'église, tuant six personnes. Une heure plus tard, les avions reviennent et lâchent sept autres bombes alors que la population était en train de déblayer les dégâts du premier bombardement. Au total, on recensera douze morts et le vieux pont sur le Nom est détruit[20],[21].
- 19 août 1944, la ville est libérée par la Résistance. C'est la première commune de France à être libérée par ses propres forces, grâce au parachutage du 1er août. La ville connut 80 jours de liberté avant l'attaque de 15 000 allemands. Sur le plateau des Glières, 129 résistants furent tués sur les 400. Le 5 novembre 1944, le général de Gaulle passe par Thônes pour rendre hommage et se recueillir au cimetière militaire de Morette.

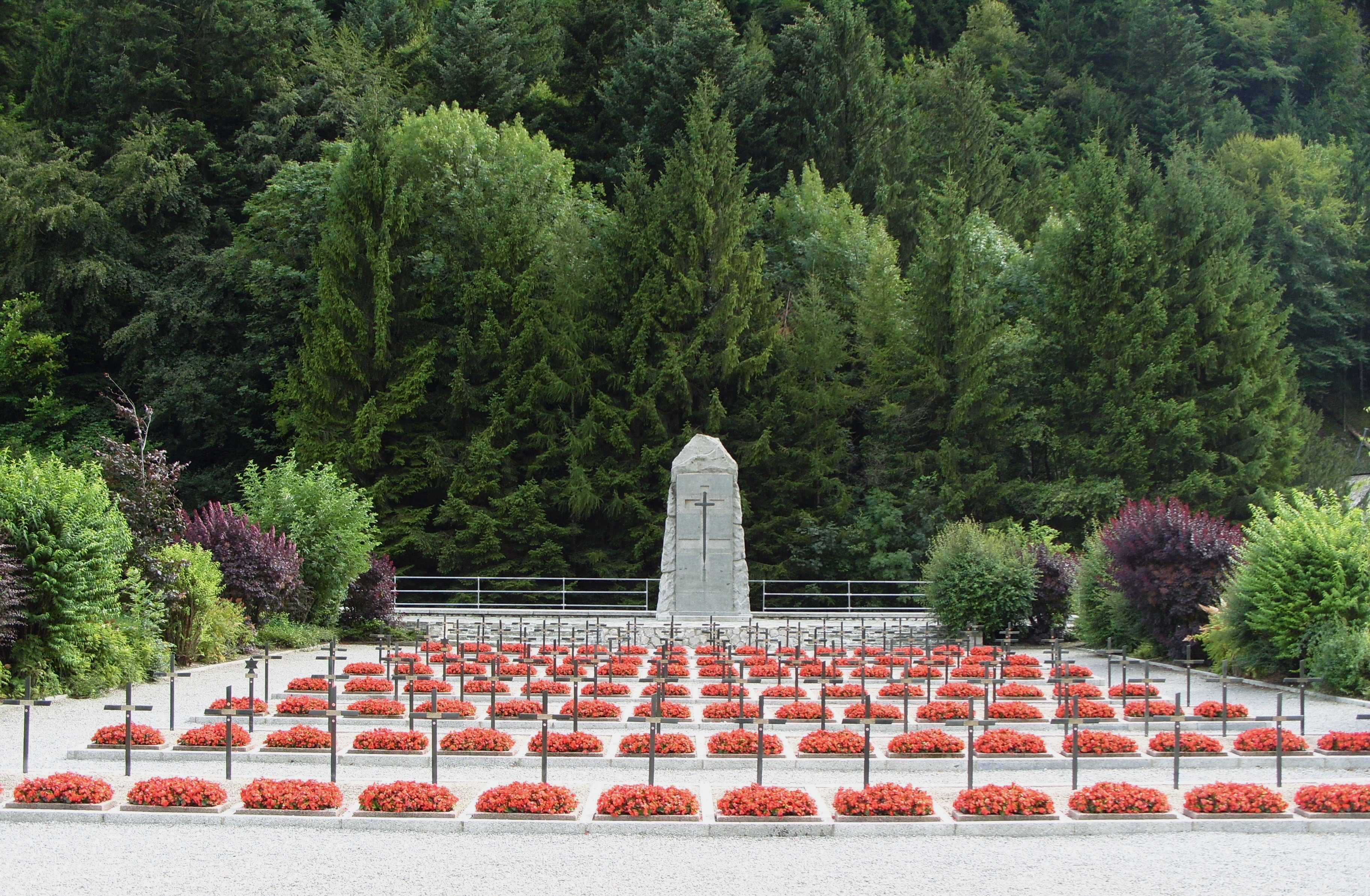
La nécropole nationale de Morette.

La nécropole nationale de Morette accueille 105 tombes de maquisards. Un musée retrace la résistance sur le plateau des Glières et de son maquis.

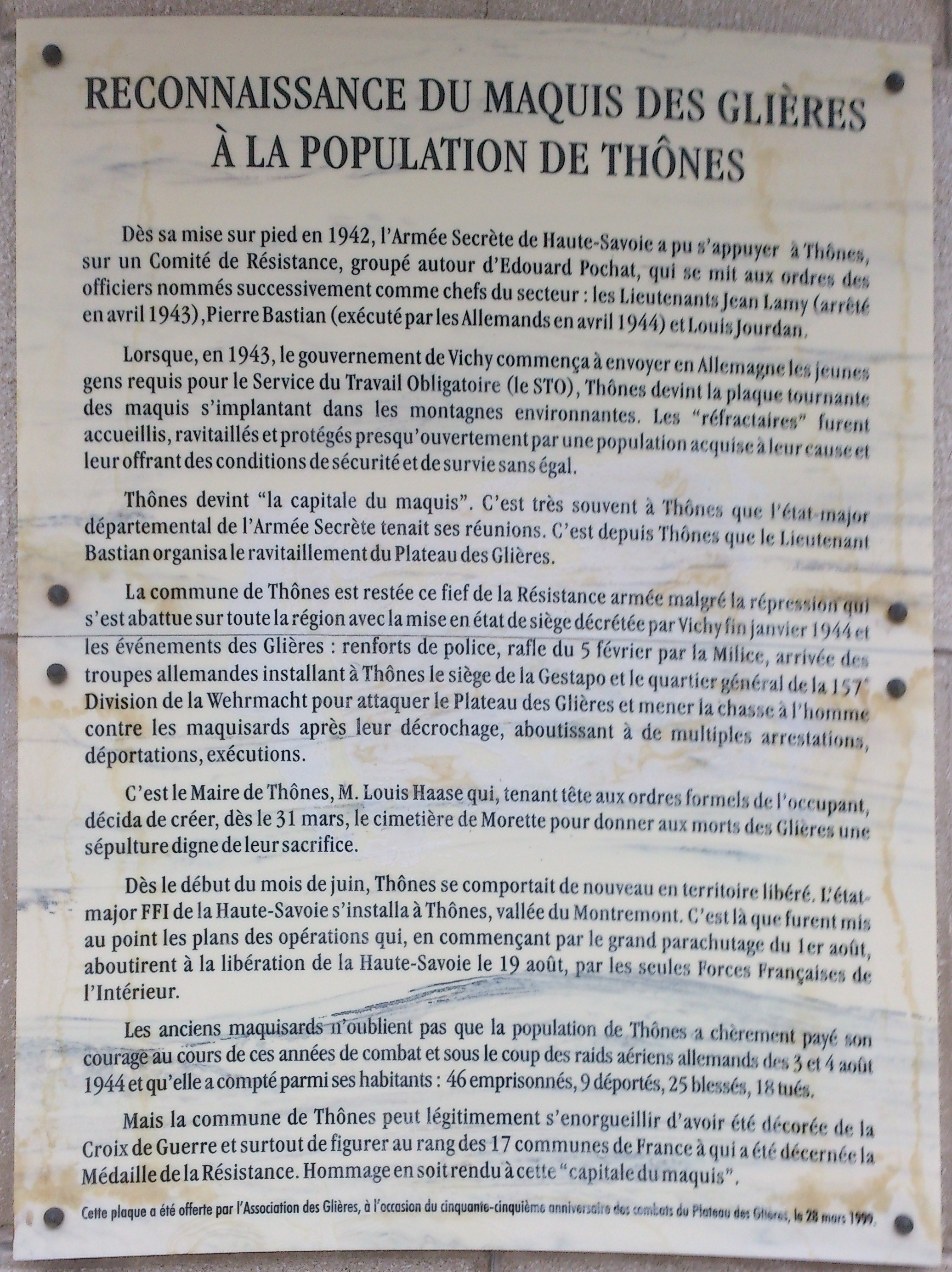
Plaque apposée sur la mairie de Thônes par l'Association des Glières.

La Médaille de la Résistance est décernée à la ville de Thônes par décret du 15 octobre 1945 et lui est remise le 2 décembre 1945 par le général Paul Doyen, gouverneur militaire de Lyon. Le 11 novembre 1948, la ville est citée à l'ordre du corps d'Armée et reçoit la Croix de guerre avec étoile de vermeil (décision no 78).

#### Après la seconde guerre mondiale
- En 1950, il ne reste plus que 50 scieries dans la vallée.

## Politique et administration

### Rattachements administratifs et électoraux
Rattachements administratifs
Depuis l'annexion de la Savoie en 1860, la commune se trouve dans l'arrondissement d'Annecy du département de la Haute-Savoie.
Elle était depuis la même époque le chef-lieu du canton de Thônes. Dans le cadre du redécoupage cantonal de 2014 en France, cette circonscription administrative territoriale a disparu, et le canton n'est plus qu'une circonscription électorale.
Thônes accueille une Trésorerie principale, antenne du Trésor public pour le canton[réf. nécessaire].
Rattachements électoraux
Pour les élections départementales, la commune fait partie depuis 2014 du canton de Faverges-Seythenex.
Pour l'élection des députés, elle fait partie de la deuxième circonscription de la Haute-Savoie.

### Intercommunalité
Thônes est le siège de la communauté de communes des Vallées de Thônes, un établissement public de coopération intercommunale (EPCI) à fiscalité propre créé fin 1993 et auquel la commune a transféré un certain nombre de ses compétences, dans les conditions déterminées par le code général des collectivités territoriales.

### Tendances politiques et résultats
L'électorat de Thônes est à majorité de droite, comme le montrent les résultats des deux derniers scrutins présidentiels
- 2007 :
  - Nicolas Sarkozy : 66,1 %
  - Ségolène Royal : 29,7 %
- 2012 :
  - Nicolas Sarkozy : 62,4 %
  - François Hollande : 32 %

### Liste des maires
| Période                                  | Période                       | Identité                             | Étiquette                | Qualité |
| ---------------------------------------- | ----------------------------- | ------------------------------------ | ------------------------ | --- |
| 1860                                     | 1865                          | Louis-Alexandre Ackermann            |                          | |
| 1865                                     | 1870                          | François Agnellet                    |                          | Manufacturier Nommé maire par Napoléon III Démissionnaire |
| mai 1871                                 | 27 octobre 1871               | François Joseph Avet                 |                          | Décédé en fonction |
| novembre 1871                            | décembre 1872                 | Jean Périllat                        |                          | Décédé en fonction |
| fin octobre 1873                         | 6 mai 1877                    | Joseph Marie Agnellet                |                          | Propriétaire et manufacturier Conseiller général de Thônes (1861-1870) Commandeur de l'Ordre des Saints-Maurice-et-Lazare Chevalier de l'Ordre d'Isabelle la Catholique Décédé en fonction |
| juillet 1877                             | 30 décembre 1877              | Parfait Agnellet (1831-1890)         | Royaliste                | Démissionnaire |
| 1877 ou 1878                             | mars 1879                     | Jean-François Machet                 |                          | Démissionnaire |
| Les données manquantes sont à compléter. |                               |                                      |                          | |
| 30 avril 1882                            | mai 1886                      | Parfait Agnellet (1831-1890)         | Royaliste                | Fabricant de chapeaux et de colifichets Conseiller général de Thônes (1885 → 1889) Démissionnaire                                                                                          |
| mai 1886                                 | août 1890                     | Jean-François Favre                  |                          | Démissionnaire |
| septembre 1890                           | 27 novembre 1894              | François Richard-Cugnet              |                          | Pharmacien Officier d'académie Décédé en fonction |
| fin janvier 1895                         | 23 août 1899                  | Paul-Édouard Mérel (1861-1899)       |                          | Notaire Décédé en fonction |
| octobre 1899                             | mai 1904                      | Louis-Amédée Michel                  | Républicain Progressiste | Industriel Conseiller général de Thônes (1901 → 1913) |
| mai 1904                                 | 3 mars 1908                   | Guérin Favre                         |                          | Lieutenant des douanes en retraite Décédé en fonction |
| début avril 1908                         | après janvier 1920            | Christin Sylvestre                   |                          | |
| Les données manquantes sont à compléter. |                               |                                      |                          | |
| 1935                                     | avril 1940                    | Louis Haase                          |                          | |
| Les données manquantes sont à compléter. |                               |                                      |                          | |
| 18 avril 1941                            | avant 1 novembre 1943         | Auguste Thevenet                     |                          | Négociant Nommé par arrêté préfectoral Démissionnaire |
| 1 novembre 1943                          | avant 10 février 1944         | Eugène Fournier                      |                          | Fabricant de meubles Démissionnaire |
| 10 février 1944                          | mai 1953                      | Louis Haase                          |                          | Industriel Adjoint de avril 1941 à février 1944 |
| mai 1953                                 | mars 1959                     | Marcel Vulliet                       |                          | |
| mars 1959                                | mars 1965                     | Antoine Bleyon                       |                          | |
| mars 1965                                | 1973                          | Joseph-François Angelloz (1893-1978) |                          | Recteur et germaniste |
| 1974                                     | mars 1983                     | Jacques Golliet (1931-2020)          | UDF-CDS                  | Maître de conférences Sénateur de la Haute-Savoie (1986 → 1995) Conseiller général de Thônes (1982 → 1992)                                                                                 |
| mars 1983                                | mars 2014                     | Jean-Bernard Challamel (1945- )      | DVD puis UMP             | Retraité Président de la CC des Vallées de Thônes (2008 → 2014) |
| mars 2014                                | En cours (au 29 juillet 2020) | Pierre Bibollet (1950- )             | UDI                      | Géomètre-expert, expert judiciaire Vice-président de la CC des Vallées de Thônes (2014 → ) Réélu pour le mandat 2020-2026,                                                                 |

### Politique de développement durable
Dans le cadre de la communauté de communes, Thônes adhère à la charte forestière du Territoire Fier-Aravis qui vise à la préservation et à la valorisation du patrimoine forestier.

### Distinctions et labels
Thônes dispose du label Station Verte. Dans le cadre de cette charte de qualité, la commune s'engage à présenter un attrait naturel et à assurer l'accueil et le séjour des touristes dans un environnement préservé[réf. nécessaire].

### Jumelages
Theix (France).

## Population et société
Les habitants de Thônes sont appelés les Thônaines et les Thônais (parfois Thonains). Les sobriquets pour qualifier les habitants étaient les Anglais, en lien avec les migrants américains, et les Savatis, au XIXe siècle.

### Démographie
L'évolution du nombre d'habitants est connue à travers les recensements de la population effectués dans la commune depuis 1793. Pour les communes de moins de 10 000 habitants, une enquête de recensement portant sur toute la population est réalisée tous les cinq ans, les populations de référence des années intermédiaires étant quant à elles estimées par interpolation ou extrapolation. Pour la commune, le premier recensement exhaustif entrant dans le cadre du nouveau dispositif a été réalisé en 2005.

En 2022, la commune comptait 6 654 habitants, en évolution de +1,19 % par rapport à 2016 (Haute-Savoie : +6,01 %, France hors Mayotte : +2,11 %).
| 1793  | 1800  | 1806  | 1822  | 1838  | 1848  | 1858  | 1861  | 1866  |
| ----- | ----- | ----- | ----- | ----- | ----- | ----- | ----- | ----- |
| 2 182 | 2 250 | 2 416 | 2 289 | 2 808 | 2 876 | 2 499 | 2 571 | 2 710 |

| 1872  | 1876  | 1881  | 1886  | 1891  | 1896  | 1901  | 1906  | 1911  |
| ----- | ----- | ----- | ----- | ----- | ----- | ----- | ----- | ----- |
| 2 770 | 2 777 | 2 888 | 2 883 | 2 935 | 2 914 | 2 871 | 2 830 | 2 789 |

| 1921  | 1926  | 1931  | 1936  | 1946  | 1954  | 1962  | 1968  | 1975  |
| ----- | ----- | ----- | ----- | ----- | ----- | ----- | ----- | ----- |
| 2 553 | 2 512 | 2 537 | 2 563 | 2 735 | 2 809 | 2 841 | 3 165 | 3 555 |

| 1982  | 1990  | 1999  | 2005  | 2006  | 2010  | 2015  | 2020  | 2022  |
| ----- | ----- | ----- | ----- | ----- | ----- | ----- | ----- | ----- |
| 4 169 | 4 619 | 5 212 | 5 795 | 5 813 | 5 960 | 6 549 | 6 599 | 6 654 |

### Enseignement
La commune de Thônes est située dans l'académie de Grenoble. En 2015, elle administre une école primaire et trois écoles élémentaires — Glapigny, la Vacherie, Thuy-et-Arthur-Thurin — regroupant 615 élèves.
- École maternelle et élémentaire publique Arthur-Thurin, située rue des Clefs (509 élèves)[38], désormais complexe scolaire et périscolaire dont les nouveaux locaux ont été inaugurés en septembre 2008, située rue du 8-Mai-1945[39].
- Trois écoles de hameaux : Thuy (16 élèves)[40], la Vacherie (45 élèves)[41] et Glapigny (45 élèves)[42].

La commune compte deux collèges, un public et un privé :
- Collège public les Aravis, situé dans la zone artisanale Perrasses[43] ;
- Collège Saint-Joseph inauguré le 28 septembre 1933. L'imposante chapelle a été construite en 1938/39[44],[45].

La commune dispose d'un lycée privée, Saint-Joseph,, ainsi que d'une maison familiale rurale du Villaret préparant aux diplômes BEPA, BAC professionnel, BAC technologique, diplôme d'État (environ 250 élèves), d'un Centre de Formation aux Métiers de Montagne et d'un Centre de pratiques musicales (école de musique, environ 240 élèves, 16 instruments enseignés, groupe vocal les Cantathônes).

### Manifestations culturelles et festivités
- Master des Neiges de raquettes (33e édition en février 2014).
- Salon d'art et d'artisanat, au mois d'avril. En 2007, 19 exposants et 2 000 visiteurs.
- Vocales de Thônes (18e édition en mai 2016)[47].
- Marché de la laine en juillet.
- Festival international du film à la con (11e édition, septembre 2014). Prix décerné : le « connard d'or »[48].
- Foire de Saint-Maurice depuis 1312 (703e édition en septembre 2015). Initialement après la descente des alpages, les éleveurs pouvaient vendre leur production, leur bétail et acheter ce dont ils avaient besoin pour leurs fermes et leurs familles. Aujourd'hui la partie agricole occupe quelque 3 000 m2 et la partie commerciale, animée par 178 stands de commerçants occupe 1 200 m2. Un secteur « vide-grenier » offre plus de 100 emplacements et une fête foraine propose aussi des animations[49].
- Foire cantonale aux moutons et aux chèvres (5e édition fin octobre 2016) : concours pour une dizaine de races, concours des fromages, concours des chiens de troupeaux, exposition d'une quarantaine de commerçants et producteurs locaux[50].
- Rencontres du film des résistances, au mois de novembre : à l'origine, une réflexion sur le travail de mémoire lié à la Seconde Guerre mondiale - le célèbre plateau des Glières est tout près - le festival s'est aujourd'hui ouvert à toutes les résistances.
- Festival de sculpture Thônes Art Récup depuis l'an 2000. Un des événements les plus réputés du genre, en France métropolitaine.

### Médias

#### Radios et télévisions
La commune est couverte par des antennes locales de radios dont France Bleu Pays de Savoie, ODS Radio, La Radio Plus. Enfin, la chaîne de télévision locale TV8 Mont-Blanc diffuse des émissions sur les pays de Savoie. Régulièrement, l'émission La Place du village expose la vie locale. France 3 et sa station régionale France 3 Alpes peuvent parfois relater les faits de vie de la commune.

#### Presse et magazines
La presse écrite locale est représentée par des titres comme Le Dauphiné libéré (édition Annecy-Genevois), L'Essor savoyard, Le Messager, le Courrier savoyard.

## Économie

### Emploi
Population de 15 ans ou plus ayant un emploi selon le statut en 2009
|              | Nombre | %     | dont % temps partiel | dont % femmes |
| ------------ | ------ | ----- | -------------------- | ------------- |
| Ensemble     | 2 834  | 100,0 | 19,2                 | 47,4          |
| Salariés     | 2 380  | 84,0  | 20,1                 | 50,5          |
| Non-salariés | 454    | 16,0  | 14,4                 | 31,6          |

Source : Insee, RP2009 exploitation principale
Lieu de travail des actifs de 15 ans ou plus ayant un emploi qui résident dans la zone
|                                                                                    | 2009  | %     | 1999  | %     |
| ---------------------------------------------------------------------------------- | ----- | ----- | ----- | ----- |
| Ensemble                                                                           | 2 834 | 100,0 | 2 343 | 100,0 |
| Travaillent :                                                                      |       |       |       |       |
| dans la commune de résidence                                                       | 1 478 | 52,2  | 1 370 | 58,5  |
| dans une commune autre que la commune de résidence                                 | 1 355 | 47,8  | 973   | 41,5  |
| ...située dans le département de résidence                                         | 1 262 | 44,5  | 918   | 39,2  |
| ...située dans un autre département de la région de résidence                      | 49    | 1,7   | 35    | 1,5   |
| ...située dans une autre région en France métropolitaine                           | 13    | 0,5   | 16    | 0,7   |
| ...située dans une autre région hors de France métropolitaine (Dom, Com, étranger) | 32    | 1,1   | 4     | 0,2   |

Source : Insee, RP1999 et RP2009 exploitations principales

### Secteurs d'activités
Agriculture
L’agriculture représente un secteur numériquement diminué mais son dynamisme économique demeure, au prix d’une concentration des exploitations et du négoce du reblochon. Thônes est la capitale du reblochon et accueille à ce titre le siège du syndicat interprofessionnel du Reblochon. Le territoire de la commune de Thônes est également inclus dans la zone d'appellation d'origine protégée d'un autre fromage, le chevrotin.
La commune a donné son nom à une race ovine, la Thônes et Marthod, qui avait pratiquement disparu au début des années 1970 et dont la sauvegarde a été relancée dès 1975.
La forêt de Thônes s'étend sur de vastes surfaces et a longtemps été exploitée pour la construction, un écomusée lui est dédié et elle occupe une importante place dans le paysage, la culture et l'imaginaire de la population. La forêt est en bonne santé mais les épicéas occupent une place bien trop importante (65%). Longtemps sous-exploitée, la forêt de Thônes et des Aravis peut fournir de nombreux gros épicéas, mais au vu des conséquences du changement climatique, ils devront remonter vers leur biotope naturel au-delà de 1 500 m et être remplacé par d'autres espèces comme le chêne.
Artisanat et industrie
L'artisanat et l'industrie sont représentés essentiellement par le travail du bois et de ses dérivés.
Le siège social et les usines du Groupe Fournier sont implantés à Thônes depuis 1907. C'est un fabricant de meubles de cuisines (no 1 en France), salles de bains et rangements, commercialisés sous les marques "Mobalpa" (cuisines), "Pérène", "SoCoo'c", "Delpha" (salles de bains) et "Domactis" (vente aux grandes enseignes). Il dispose de six sites de production (quatre à Thônes, un à Poisy et un autre à Metz-Tessy). CA 2010 : 222 M.€, 1000 salariés.
Créée en 1931, la régie d'électricité de Thônes, gère son propre réseau et fournit l'électricité aux clients des 14 communes membres du Syndicat intercommunal d'énergies de la vallée de Thônes (23.000 clients fin 2015), mais aussi en dehors de son territoire dans le cadre de l'offre de marché initié par l'Union européenne depuis juillet 2007 (filiale ENALP). Au niveau production dans les énergies renouvelables, en dehors de l'hydro-électricité fournit par la CNR, la régie investit dans la méthanisation depuis 2013 (filiale RETPROD). Pour assurer sa sécurité, la régie est ainsi reliée à RTE-EDF par 3 lignes haute-tension.
Tourisme
L’activité touristique atteint un niveau élevé avec le développement progressif de l’accueil hivernal, s’ajoutant à une saison d’été fort animée. Ce faisant, le commerce, les services et l’industrie du bâtiment ont reçu une impulsion considérable. Cet essor de l’activité économique a poussé la population thônaine au-delà des 5 000 habitants et s’est traduit par une extension considérable de l’habitat, au centre-ville comme dans les hameaux.
- Quatre hôtels au centre-ville
- Deux campings
- Trois hôtels sur le plateau de Beauregard
- Chambres d'hôtes
- Gites ruraux
- Refuges
  - Refuge de Rosairy, situé à 1 640 m d'altitude (commune des Clefs) sur le chemin qui monte au sommet de La Tournette, est accessible après 1 h 30 à 2 h de marche. Il peut accueillir 30 randonneurs.
  - Refuge du Lindion (massif de la Dent du Cruet)
  - Refuge de Larrieux (massif de la Dent du Cruet)
  - Gîte d'alpage de Praz D'Zeures (massif de la Tournette)

En 2017, la commune est labellisée « Station verte ».
Commerce
Nombreux commerces au centre-ville et sur la route allant vers Annecy.

## Évènements
En septembre 2020, la ville a reçu le Tour de France.

## Culture et patrimoine

### Lieux et monuments
- l'ensemble formé par la place Avet, la statue, les arbres derrière ladite place, le vieux Pont et les immeubles qui le bordent ;
- l'ensemble formé par les maisons à arcades de la place Bastian, ladite place, l’église et la fontaine ;
- la place au centre du hameau de la Vacherie, avec le four, la fontaine et la chapelle ;
- le vieux pont de la Vacherie et la chapelle de la Bossenaz (ou Bossonaz) ;
- le cimetière, les grottes et cascades de Morette.

Sont inscrits au titre des monuments historiques :
- l'église Saint-Maurice, à l’exclusion de sa façade : inscription partielle le 22/10/1971
- Nécropole de Morette : inscription le 23/03/2015

#### Monuments et lieux civils
- Le site de Morette : lieu de mémoire du Maquis des Glières lors de la Seconde Guerre mondiale, le site de Morette est situé sur la route d’Annecy. Il est composé de trois éléments majeurs :
  - de la nécropole nationale des Glières ;
  - du Musée départemental de la Résistance et Mémorial de la Déportation, abrité dans un chalet datant de 1794 ;
  - du site archéologique de La Balme-de-Thuy.

La commune a accueilli plusieurs maisons-fortes :
- le château comtal, ayant appartenu aux comtes de Genève ;
- la maison-forte du Vivier (ruinée au tout début du XVIIIe siècle), ayant appartenu à la famille éponyme, avant de passer à la famille de Charansonay ;
- la maison-forte de Montregard (ruinée au tout début du XVIIIe siècle), ayant appartenu à la famille Cristan (Critan) ;

La maison-forte de la Tornette, dans le bourg, ayant appartenu à la famille Galley de Saint-Pierre ;
- Thuy possède un lieu-dit « Le Châtelard », au nord des Barons et sur le Nant de Champriond, peut être en souvenir d'un édifice médiéval ;
- la Tour du Villaret, ayant appartenu au Marquis de Thônes en 1717 ;
- le château de la Cour (aux Dames Blanches), qui a servi de carrière pour la construction du château Avet ;
- Le manoir de la Tour (d) , à Glapigny a été immortalisé par Jean-Jacques Rousseau dans ses Confessions avec l'épisode de « L'idylle aux cerises (d)  » qui a eu lieu le 1er juillet 1730[54]. Il a été racheté en 2007 par la municipalité avec deux parcelles de terrain dans le but de créer un site touristique dédié au philosophe d'ici 2012, la tour a été détruite par un incendie en 1810. Une cerisaie devrait être plantée dans l'ancien verger de 1 500 m2, le cerisier de Rousseau avait été abattu en 1841.

- Plusieurs fours à pain, descendant des fours banaux du Moyen Âge : au Lencieux à Glapigny, il s'agit d'un four communal restauré en 1986 et depuis utilisé deux fois par an. D'autres existent au Sappey, à Thuy, à Tronchine, au Crêt (Montremont) et aux Panthets.

#### Monuments religieux[55]
- Église Saint-Maurice, inscrite sur l'inventaire supplémentaire des Monuments historiques en 1971[56]. L'église a été construite entre 1687 et 1697. L'orgue de type germanique est du facteur strasbourgeois Kurt Schwenkedel; il est constitué de deux buffets séparés réunissant vingt jeux et quelque 1 500 tuyaux.
- Chapelle de Thuy-dessus (1501), dédiée à saint Simon, saint Blaise puis saint Jude.
- Chapelle du Calvaire (1515), dédiée aux cinq plaies du crucifiement de Notre Seigneur.
- Chapelle de Galatin (1592, réfection en 1901, 1974), dédiée à Notre Dame de Pitié, sainte Croix, saint Christophe.
- Chapelle de la Bossonaz (1605), dédiée à Notre Dame de Pitié, saint Antoine de Padoue.
- Chapelle du Sappey (1648), dédiée à saint Bernard de Menthon, Notre Dame, saint Grat.
- Chapelle des Pesetz (avant 1674), dédiée à Notre Dame des Neiges, saint Barnabé, saint Isidore.
- Chapelle de Chamossière (avant 1700), dédiée à Notre Dame du Puy, saint Jacques, saint François puis sainte Anne, saint Christophe.
- Chapelle de Glapigny - Lancieux (1746-4886), dédiée à Notre Dame de Lorette.
- Chapelle de la Vacherie (1719), dédiée à saint Laurent.

Divers sites de la commune abritent également des oratoires :
- Les Plans, dédié à Notre-Dame de la Délivrance, ou de la « Délivrande » ;
- Le Martinet, au pied de la route du Glapigny, dédié à Notre-Dame du Rosaire. Reconstruction vers 1987 ;
- la Forêt du Mont, dédié à Notre-Dame des Murailles. Construit en 1730 puis restauré au XXe siècle ;
- La Racenière, dédié à Notre-Dame des Ermites. Rattaché au culte de la Vierge d’Einsiedeln, il rappelle celui construit à l’intérieur de la cathédrale-abbaye d’Einsiedeln (Suisse) ;
- Le plateau de Beauregard, dédié à Notre-Dame de Lourdes. L’oratoire a été construit devant l’hôtel du Téléphérique en 1935 par Germain Masson ;
- Vaunessin, dédié à saint-Jacques. Il a été reconstruit pour la fête de la Saint-Jacques de juillet 1997 à l’emplacement d’une ancienne chapelle, tombée en ruines probablement à la fin du XVIIIe siècle ;
- La Cour, dédié à Notre-Dame de la Cour et Notre-Dame du Puy ;
- Les Fours, dédié à Notre-Dame des Fours. Construit en 1807 et restauré en 1984 ;
- Morette, dédié à Notre-Dame de la Salette. Érigé en 1866, il a été déplacé en 1938-40 lors de la construction, par l’armée française, des blockhaus destinés à la défense du pont de Morette ;
- Le Sappey, dédié à la Mère de Jésus. Construit en 1891 ;
- Les Étouvières (Vallée du Montremont), dédié à Notre-Dame de Lourdes. Érigé en 1933 par M. Lucien Avet-l’Oiseau à la suite d’une crue du Malnant qui ravagea les alentours mais protégea sa scierie ;
- Les Pesetz (Vallée du Montremont), dédié à Notre-Dame des Sept Douleurs ;
- La Curiaz, dédié à Notre-Dame de Fourvière.
- La chapelle de Murailles

### Espaces verts et fleurissement
Thônes est une commune rurale au manteau boisé particulièrement étendu qui couvre plus de 3 000 hectares, soit plus de 57 % de la superficie de la commune. Cet espace végétal est parcouru par de nombreux sentiers de randonnée balisés.
En 2014, la commune de Thônes bénéficie du label « ville fleurie » avec « deux fleurs » attribuées par le Conseil national des villes et villages fleuris de France au concours des villes et villages fleuris.

### Patrimoine culturel
- Le Musée de la résistance et la Nécropole de Morette, retracent la résistance pendant l'occupation et les combats du plateau des Glières. Le site de Morette accueille également le Mémorial de la Déportation.
- Le musée du pays de Thônes retrace l’histoire de la vallée depuis les origines, ses coutumes, ses activités et son folklore.
- Installé sur le site de l'ancienne scierie hydraulique des Etouvières du XIXe siècle, l'Ecomusée du Bois et de la Forêt présente le travail du bois en montagne d'hier à aujourd'hui, ainsi que le patrimoine naturel de l'écosystème forestier. En 2019, la municipalité a acquis environ 10 hectares de parcelles forestières qui venaient d'être coupées dans la vallée de Montremont, pour que le musée puisse en faire un projet pédagogique pour des formations forestières et agroforestières.
- Inauguré le 21 mai 2016, l'espace culturel de la rue Blanche comprend une bibliothèque des livres et du multimédia, le musée (créé en 1937) et les salles d'exposition (géologie, archéologie, faune, guerre, sports d'hiver, pompiers, armes, époque Sarde, tableaux) et la galerie des maquettes des Amis du Val de Thônes[58].

### Personnalités liées à la commune
- Jean-Jacques Rousseau, de passage à Thônes en 1730.
- Nicolas Girod, natif de Cluses (1751), mais sa famille s'établit ensuite à Thônes, 6e maire de La Nouvelle-Orléans en Louisiane, aux États-Unis[59].
- Marguerite Frichelet-Avet (1756-1793), native, fusillée par les troupes révolutionnaires françaises à Annecy. Une rue de sa ville natale porte son nom, au pied de la butte du calvaire.
- Joseph Chatron, natif en 1805, entreprit des études de médecine à Turin. C'est là qu'il prit connaissance de la nouvelle théorie de Samuel Hahnemann, découvreur de l'homéopathie. Devenu médecin en 1836, il se rend l'année suivante à Paris pour voir Hahnemann. Ce dernier le choisit comme élève, disciple puis successeur. Il exerce son art à Thônes, Paris et Chambéry. Il décède à Talloires en 1876 et est inhumé au cimetière de Thônes. Un modeste passage traboule de sa ville natale porte son nom et fait communiquer le 16 de la rue des Clefs avec la rue de la Voûte[59].
- Joseph Avet (1811-1871). natif, fait fortune à La Nouvelle-Orléans grâce au commerce. Revenu s'établir à Thônes, il fait bénéficier ses concitoyens de ses largesses, autant de son vivant qu'après sa mort, puisqu'il légue ses biens à la commune. Son "château" abrite actuellement la maison de retraite et l'école maternelle qu'il a fait construire rue Blanche (l'asile Avet) accueille le musée et la bibliothèque municipale. La ville lui fait ériger en 1879 une statue, située sur la place baptisée à son nom : la place Avet (anciennement place du Carroz)[59].
- Marie Suize (14 juillet 1824 à Thônes - † 8 janvier 1892 dans la région de Jackson (Californie)), alias Marie Pantalon, chercheuse d'or en Californie où elle obtiendra l’autorisation officielle de porter le pantalon ;
- Aimé Constantin (31 août 1831 à Thônes - † 22 mars 1900 à Annecy), érudit savoyard spécialisé dans l’étude du patois. Il n’oublie jamais sa ville natale et lui accorde une place de choix dans ses travaux notamment avec la préparation du premier dictionnaire de patois. Il est aussi un bienfaiteur de la ville, à laquelle il donne en 1896 une rente annuelle de 1 100 francs pour l'hospice ; une promenade le long du Fier porte son nom.
- Aimé Vaschy (9 avril 1857 à Thônes - † 25 novembre 1899 à Tournon-sur-Rhône), ingénieur et mathématicien. Il entre à l'École polytechnique en 1875 et y revient plus tard comme répétiteur du cours de physique et examinateur au concours d'entrée. Sorti dans les Télégraphes, il se livre presque immédiatement à des travaux scientifiques en résolvant les problèmes posés par la propagation de l'électricité, et démontre le rôle de la self-induction dans la transmission du courant par lignes téléphoniques ; il est l'auteur du théorème de Vaschy-Buckingham, un des théorèmes de base de l'analyse dimensionnelle[60]. Une rue de Thônes porte son nom, près de sa maison natale, face à la place du vieux collège.
- Colonel Yves Godard (1911 -1975), militaire engagé contre l'abandon de l'Algérie française, inhumé au cimetière de Thônes.
- Yves Vincent, acteur (1921-2016)
- Jean Dufournet (1933-2012)[61],[62], natif, universitaire spécialiste de la littérature du Moyen Âge, vice-président de la Sorbonne, il a publié quelque 70 ouvrages et 300 articles scientifiques.
- Aimé Jacquet (1941), footballeur, entraîneur puis sélectionneur de l'équipe de France de football, citoyen d'honneur de la ville de Thônes ou il possède un chalet de montagne.
- Philippe Pollet-Villard (1960), comédien, écrivain et réalisateur.
- Régine Cavagnoud, natif en 1970, skieuse.
- Alexandre Jous, joueur de cor des Alpes, champion international, séjournant régulièrement dans le village[63].

### Héraldique
| Blason de Thônes | Blason  | De gueules à une barrière (herse) d'or ou encore D'azur à la herse d'argent. |
| Blason de Thônes | Détails | Le statut officiel du blason reste à déterminer.                             |

Au XVIIe siècle, les armes du mandement de Thônes se blasonnaient ainsi : Une claie d’argent sur gueules.

### Fonds d'archives
- Fonds : Inventaire des archives communales déposées de Thônes (1295-1884). Annecy : Archives départementales de la Haute-Savoie (présentation en ligne).Série SA : archives de l'ancien duché de Savoie • Série B : cours et juridictions • Série C : administration provinciale • Série E : familles, communes, notaires, état civil • Série F : manuscrits, travaux universitaires, recherches généalogiques • Série G : clergé séculier • Série H : clergé régulier • Série J : documents entrés par voie extraordinaire